# Dejan Dabović
Dejan Dabović (Herceg Novi, 1944. augusztus 3. – Belgrád, 2020. december 6.) olimpiai bajnok jugoszláv válogatott szerb vízilabdázó.

## Pályafutása
Az 1968-as mexikóvárosi olimpián aranyérmes lett a jugoszláv válogatottal úgy hogy a torna összes mérkőzésén játszott. Tagja volt az 1976-os montréali olimpián ötödik helyezett csapatnak. 110 válogatott mérkőzésen szerepelt és 53 gólt szerzett.

## Sikerei, díjai
- Olimpiai játékok
  - aranyérmes: 1968, Mexikóváros